# USS Bonhomme Richard (LHD-6)
El USS Bonhomme Richard (LHD-6) fue un buque de asalto anfibio de la clase Wasp de la Armada de los Estados Unidos encargado el 15 de agosto de 1998. Al igual que los cinco buques de clase Wasp anteriores, el Bonhomme Richard fue diseñado para embarcar, desplegar y aterrizar elementos de una fuerza de desembarco del Cuerpo de Marines  de los Estados Unidos en operaciones de asalto anfibio por helicóptero, lanchas de desembarco y vehículos anfibios y, si es necesario, para actuar como portaaviones ligero.
El LHD-6 fue el tercer barco de la Marina de los Estados Unidos en llevar el nombre que John Paul Jones le dio por primera vez a su fragata de la Marina Continental, llamada en francés "Good Man Richard" en honor a Benjamin Franklin, el editor de Almanaque del pobre Richard que en esa época fue embajador de Estados Unidos en Francia.
El 12 de julio de 2020 se inició un incendio en una cubierta inferior de almacenamiento de vehículos mientras el barco estaba en mantenimiento en la Base Naval de San Diego (California). Los bomberos tardaron cuatro días en extinguir el fuego, que hirió al menos a 63 marineros y civiles y dañó gravemente el barco. Después de una larga investigación sobre la causa del incendio, un marinero fue acusado de incendio premeditado, pero fue absuelto en el juicio. Se estimó que las reparaciones del barco tardarían hasta siete años y costarían hasta 3200 millones de dólares, por lo que el barco fue dado de baja el 15 de abril de 2021 y vendido como chatarra.

## Construcción

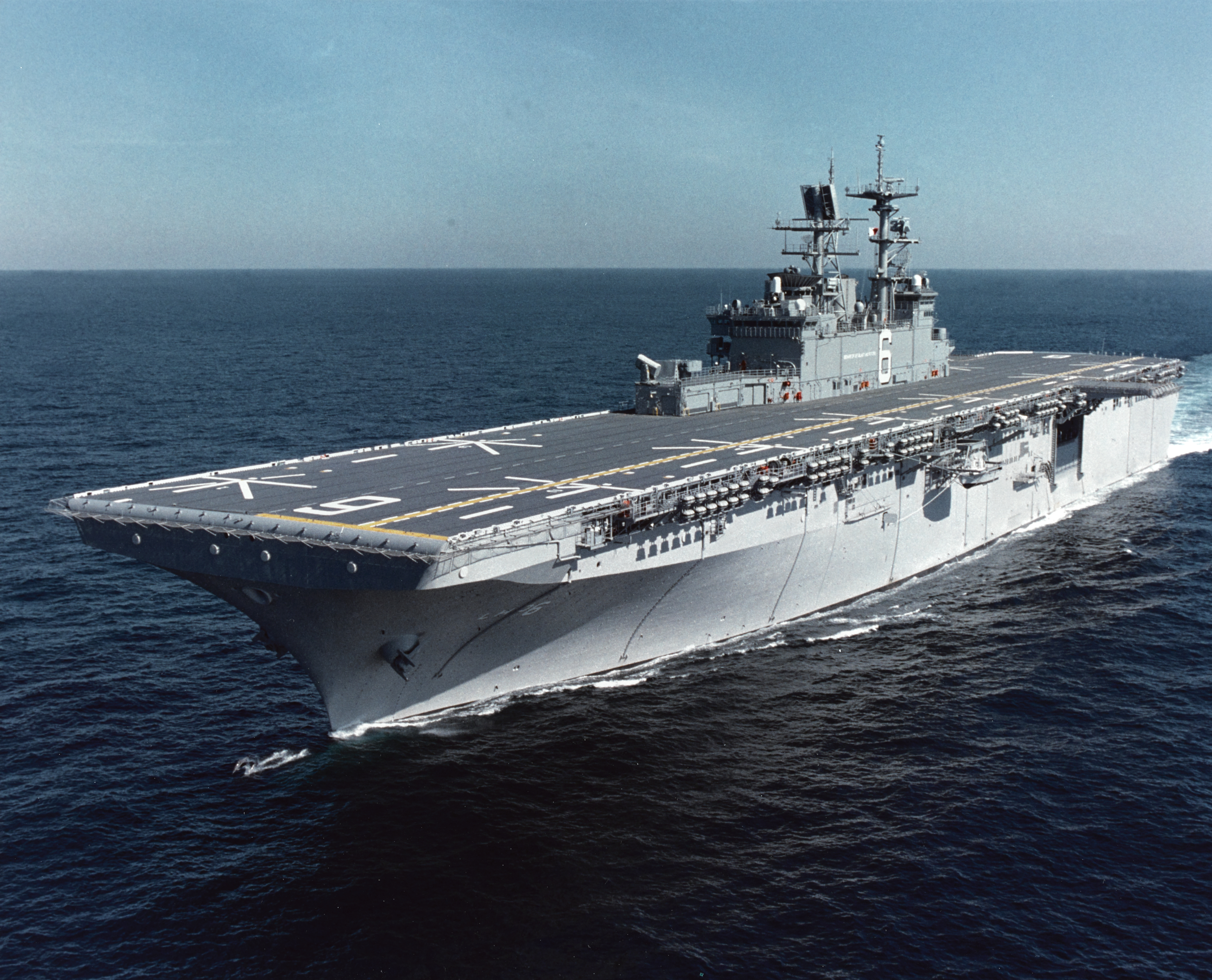
El Bonhomme Richard durante las pruebas de mar, principios del año 1998.

El contrato de construcción fue adjudicado a Ingalls Shipbuilding en Pascagoula, Misisipi. Ingalls Shipbuilding recibió el contrato para construir el barco el 11 de diciembre de 1992 y colocó su quilla el 18 de abril de 1995. Fue botado el 14 de marzo de 1997, entregado a la Marina el 12 de mayo de 1998 y comisionado el 15 de agosto de 1998.

### Coste
El costo promedio de un buque con muelle de aterrizaje para helicópteros (LHD) de clase Wasp se estimó en 750 millones de dólares en 1989 (1.4 mil millones de $ en 2020), mientras que el costo unitario del programa de un LHA de clase America) se esperaba que rondara los 3300 millones de dólares en 2015 (3600 millones de dólares en 2020). En 2020, el costo de reemplazar el barco se estimó en alrededor de 4 mil millones de $.

## Historial de servicio

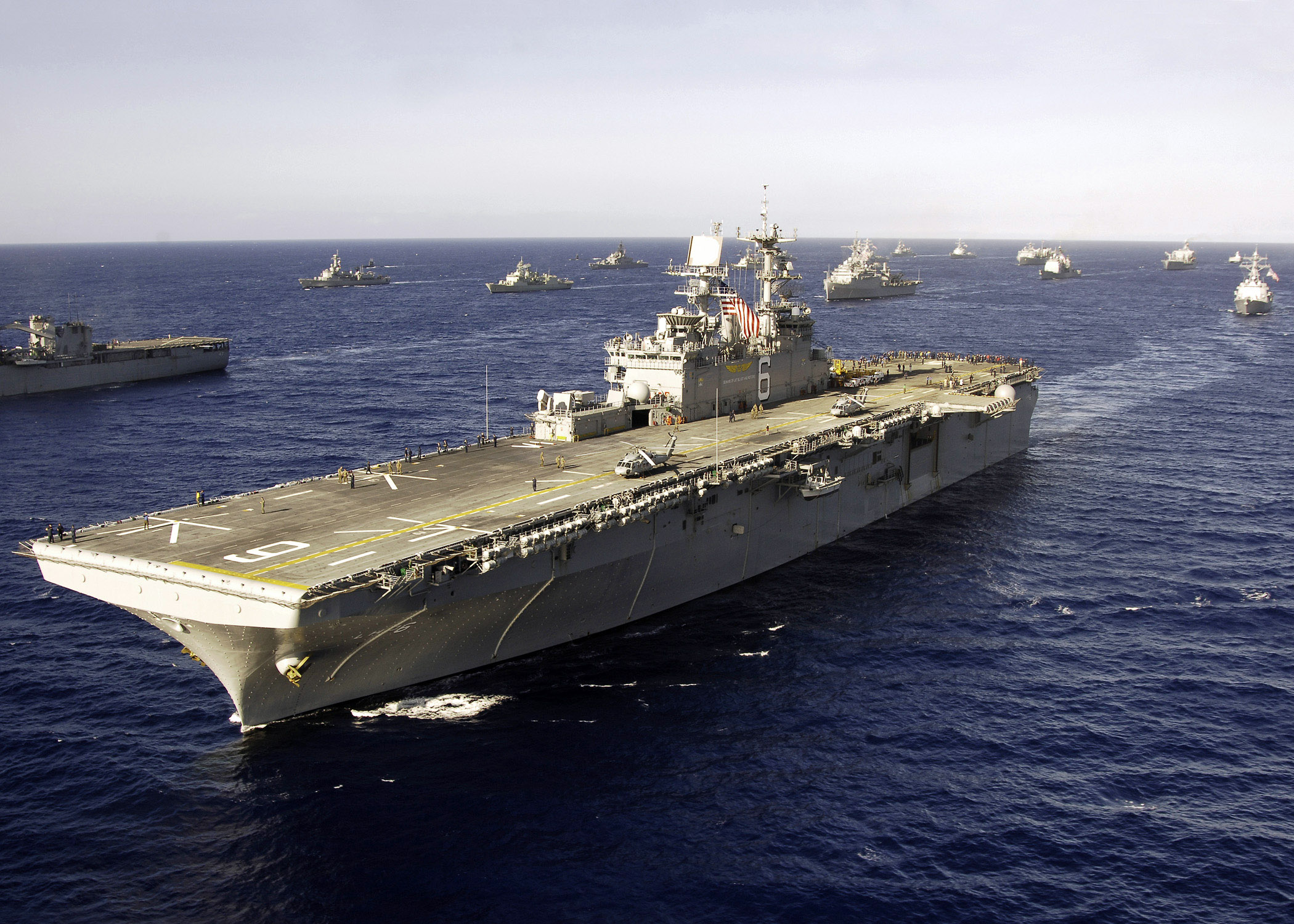
El Bonhomme Richard navegando en el Océano Pacífico, año 2006.

El Bonhomme Richard partió de su patio de construcción, la división Ingalls Shipbuilding de Litton Industries, Pascagoula, Mississippi, el 8 de agosto de 1998, navegando hacia el puerto de Pensacola en la Estación Aérea Naval de Pensacola para las actividades de puesta en servicio y culminando con la ceremonia principal, que se llevó a cabo el 15 de agosto de 1998.
El representante de EE. UU. John P. Murtha , del distrito 12 del Congreso de Pensilvania , pronunció el discurso principal de puesta en servicio. Luego , el Secretario de Marina, John H. Dalton , puso en servicio el nuevo barco. La esposa del congresista Murtha, la Sra. Joyce Murtha, se desempeñó como patrocinadora del barco y bautizó el barco en Ingalls en mayo de 1997. Durante la puesta en marcha, la Sra. Murtha dio la orden tradicional: "¡Maneja nuestro barco y dale vida!".
El Bonhomme Richard participó en varias operaciones. Del 24 de enero al 24 de julio de 2000, el barco realizó el primer despliegue en el Pacífico Occidental (WESTPAC) de cualquier barco de la Marina de los EE. UU. en la década de 2000 como parte de la Operación "Southern Watch". Se desplegó como parte de la Operación Libertad Duradera del 1 de diciembre de 2001 al 18 de junio de 2002.

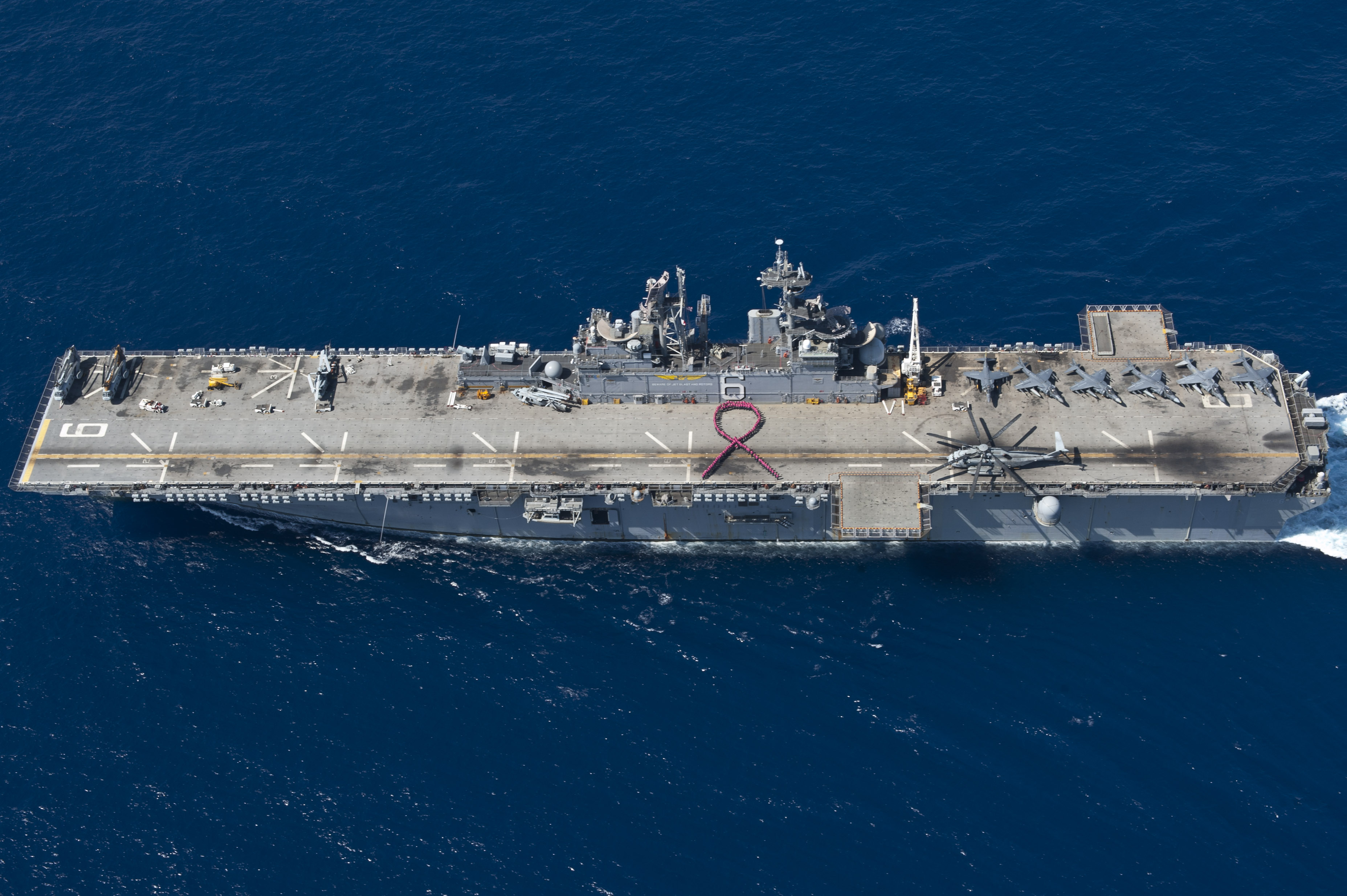
Vista aérea del Bonhomme Richard, año 2012. La tripulación forma un logotipo de cinta rosa en la cubierta de vuelo para mostrar su apoyo al Mes de Concientización sobre el cáncer de mama.

Su próximo despliegue fue en apoyo de la Operación Libertad Iraquí, comenzando el 17 de enero de 2003 y durando hasta el 26 de julio de 2003. El Bonhomme Richard desempeñó dos papeles importantes en la Operación Libertad Iraquí; primero, descargó más de 1.000 infantes de marina y equipos del 3.er Batallón, 1.er Infantería de Marina en Kuwait. En segundo lugar, después de entregar sus helicópteros, tropas y vehículos de ataque y transporte, tomó posición a pocas millas de la costa de Kuwait y se convirtió en uno de los dos portaaviones ligeros, o "Portadores Harrier", junto con el USS Bataan (LHD-5) en el Golfo Pérsico en lanzamiento de aviones de ataque AV-8B Harrier en Irak. Pilotos de Marine Attack Squadron 211 (VMA-211) y VMA-311, embarcados a bordo de Bonhomme Richard, gastaron más de 175,000 libras (79,000 kg) de artillería, brindando apoyo aéreo cercano a los Marines en tierra y durante ataques predeterminados en Irak. Durante la Operación Libertad Iraquí, Bonhomme Richard lanzó más de 800 salidas, incluidos 547 lanzamientos de combate.
Bonhomme Richard navegó a Sri Lanka para brindar apoyo a los esfuerzos de socorro tras el terremoto del Océano Índico de 2004 y sus posteriores tsunamis. El 4 de enero de 2005, el barco ayudó a transportar suministros de socorro a la costa de Sumatra, Indonesia. Bonhomme Richard se desplegó en la Operación Asistencia Unificada desde el 5 de enero de 2005 hasta febrero de 2005. Sus helicópteros transportaron suministros y personal médico a varias áreas de Indonesia, además de evacuar a los heridos.
En julio siguiente, Bonhomme Richard participó en RIMPAC 2006. Desde el 23 de mayo hasta noviembre de 2007 se unió a dos portaaviones de la Marina de los EE. UU., USS John C. Stennis (CVN-74) y USS Nimitz (CVN-68) y sus Carrier Strike Groups (CSG) frente a las costas de Irán para llevar a cabo previamente Ejercicios aéreos y marítimos no anunciados. En julio de 2008, el barco participó en RIMPAC 2008 frente a las costas de Hawái.

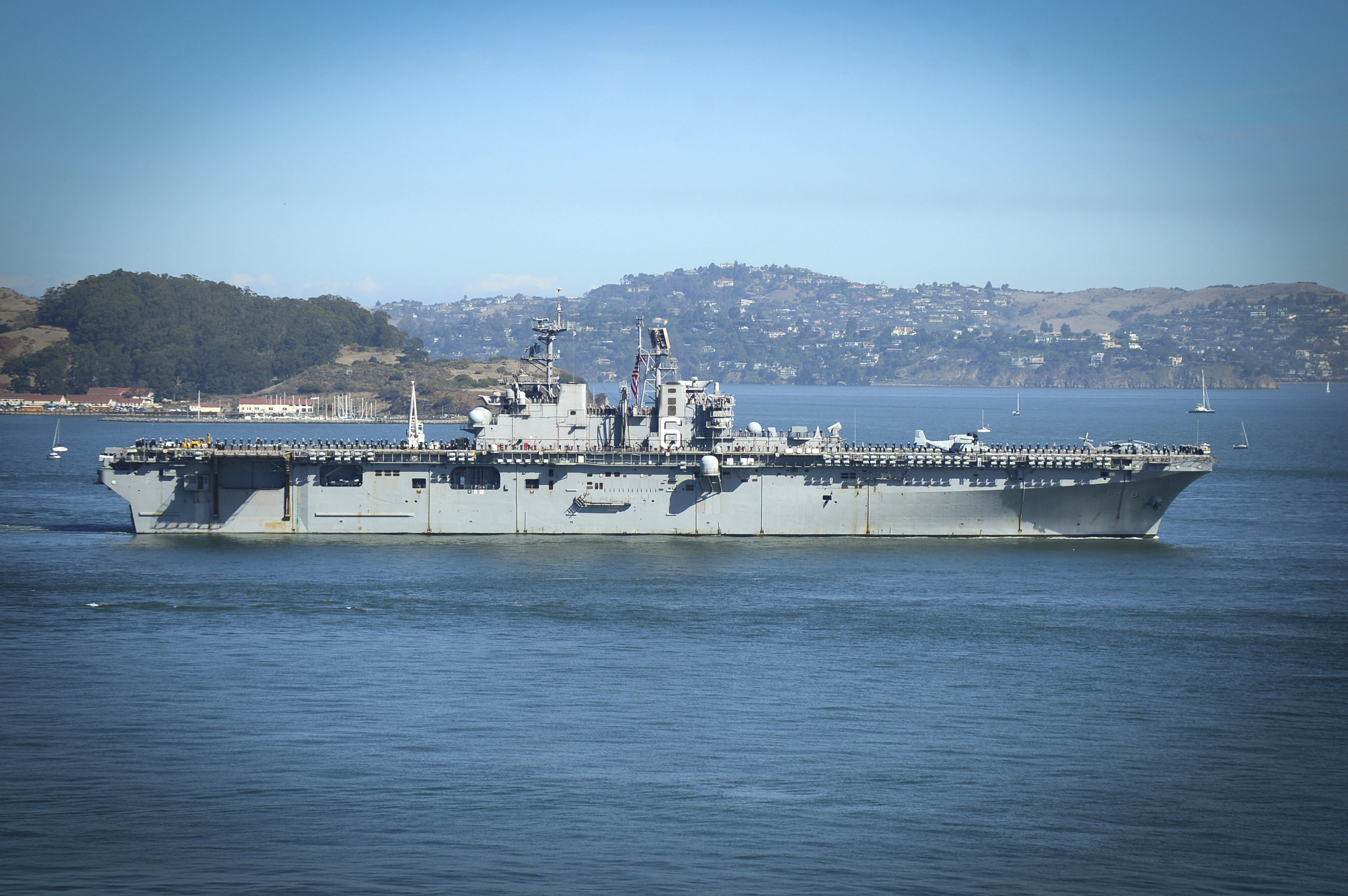
El Bonhomme Richard navegando junto al Puente Golden Gate (California), año 2018.

Desde septiembre de 2009 hasta abril de 2010, Bonhomme Richard se desplegó en las áreas de operaciones (AoR) de la Quinta y Séptima Flot . Los puertos de escala incluyen Timor Oriental; Phuket , Tailandia; Kuala Lumpur, Malasia; y Oahu, Hawái. En julio participó en RIMPAC 2010 en el canal Kaulakahi, entre las islas Kauai y Niihau, Hawái, cerca de Pacific Missile Range Facility .
El Bonhomme Richard ocupó el lugar del USS Essex (LHD-2) como buque de mando del Grupo de Ataque Expedicionario Siete y cambió de puerto base de San Diego, California, a Sasebo, Japón, el 23 de abril de 2012.
Durante el verano de 2013, Bonhomme Richard participó en el Ejercicio Talismán Saber 2013. Las maniobras se realizaron frente a Queensland, Australia, y en el Mar del Coral. Después del ejercicio, el barco zarpó hacia Sídney y llegó el 16 de agosto de 2013.
El Bonhomme Richard ayudó en la operación de rescate aire-mar del ferry de Corea del Sur naufragado MV Sewol con helicópteros el 16 de abril de 2014.
Bonhomme Richard participó en el ejercicio Talismán Sabre 2017 en el que participaron más de 33 000 soldados australianos y estadounidenses en junio de 2017. Junto con Bonhomme Richard , otros 20 barcos y más de 200 aviones participaron en lo que fue el ejercicio más grande de Australia hasta la fecha. Esto fue seguido por una escala de una semana en el puerto de Melbourne.

### Accidente de un  V-22 Osprey en 2017

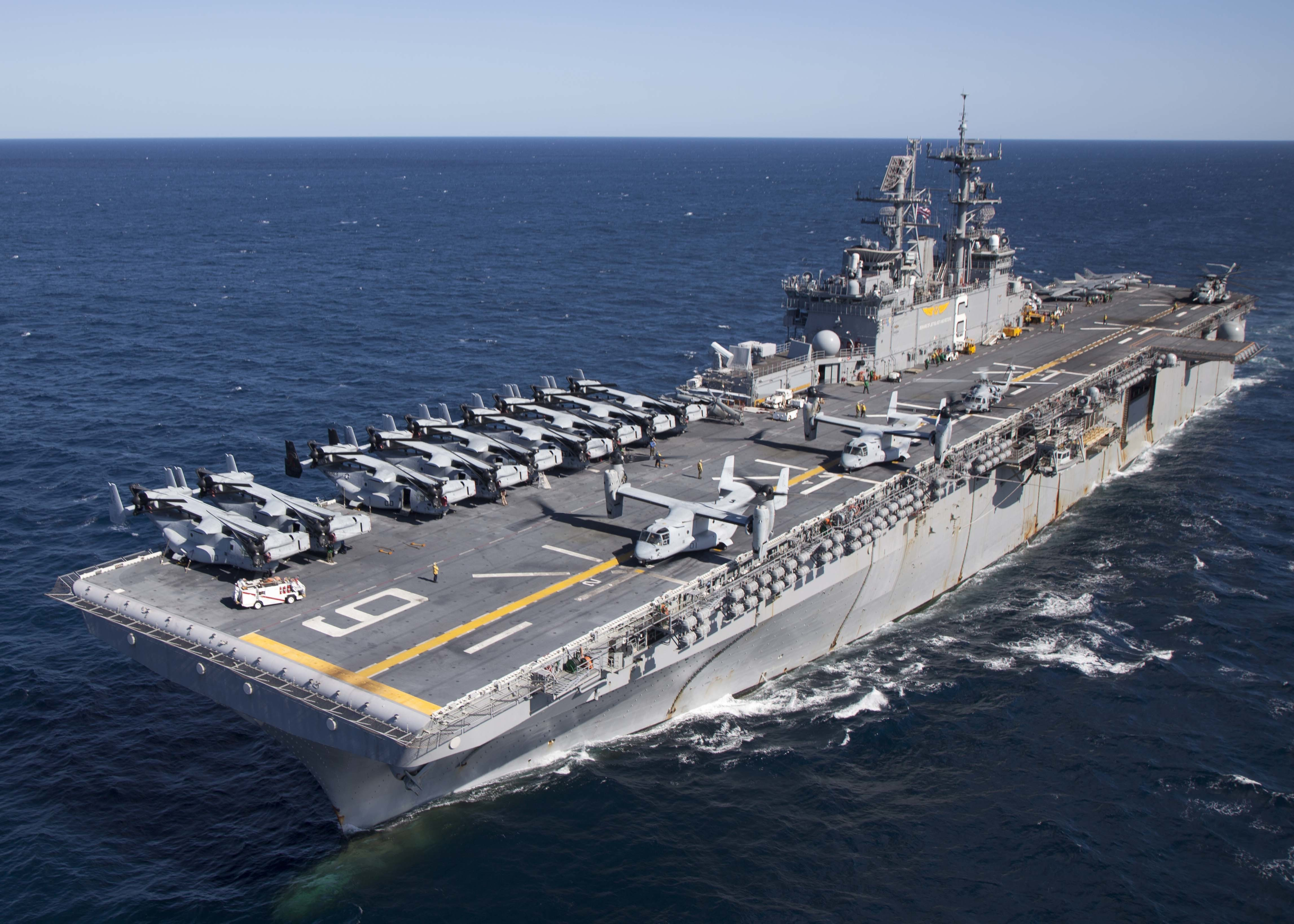
Aviones Bell-Boeing V-22 Ospreyl accidentado, despegando del Bonhomme Richard en 2015.

El 5 de agosto de 2017, un US Marine Corps V-22 Osprey del Marine Medium Tiltrotor Squadron 265 con la 31.a Unidad Expedicionaria de los Marines despegó del Bonhomme Richard y luego se estrelló en Shoalwater Bay en la costa este de Australia. Veintitrés miembros del personal fueron rescatados, mientras que tres murieron y sus cuerpos se recuperaron unas tres semanas después.
El 8 de mayo de 2018 , Bonhomme Richard completó su cambio de puerto base a San Diego.

### Incendio de julio de 2020

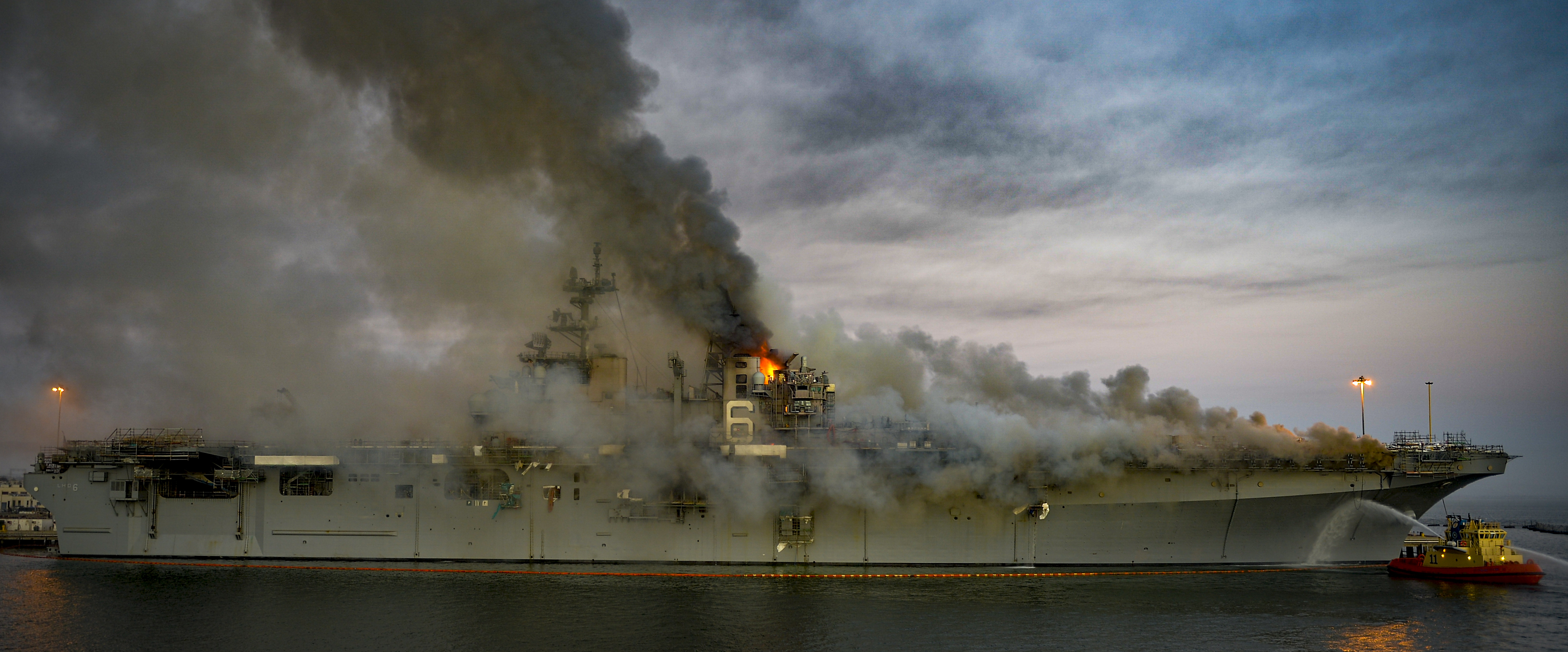
USS Bonhomme Richard en llamas en la Base Naval de San Diego el 12 de julio de 2020

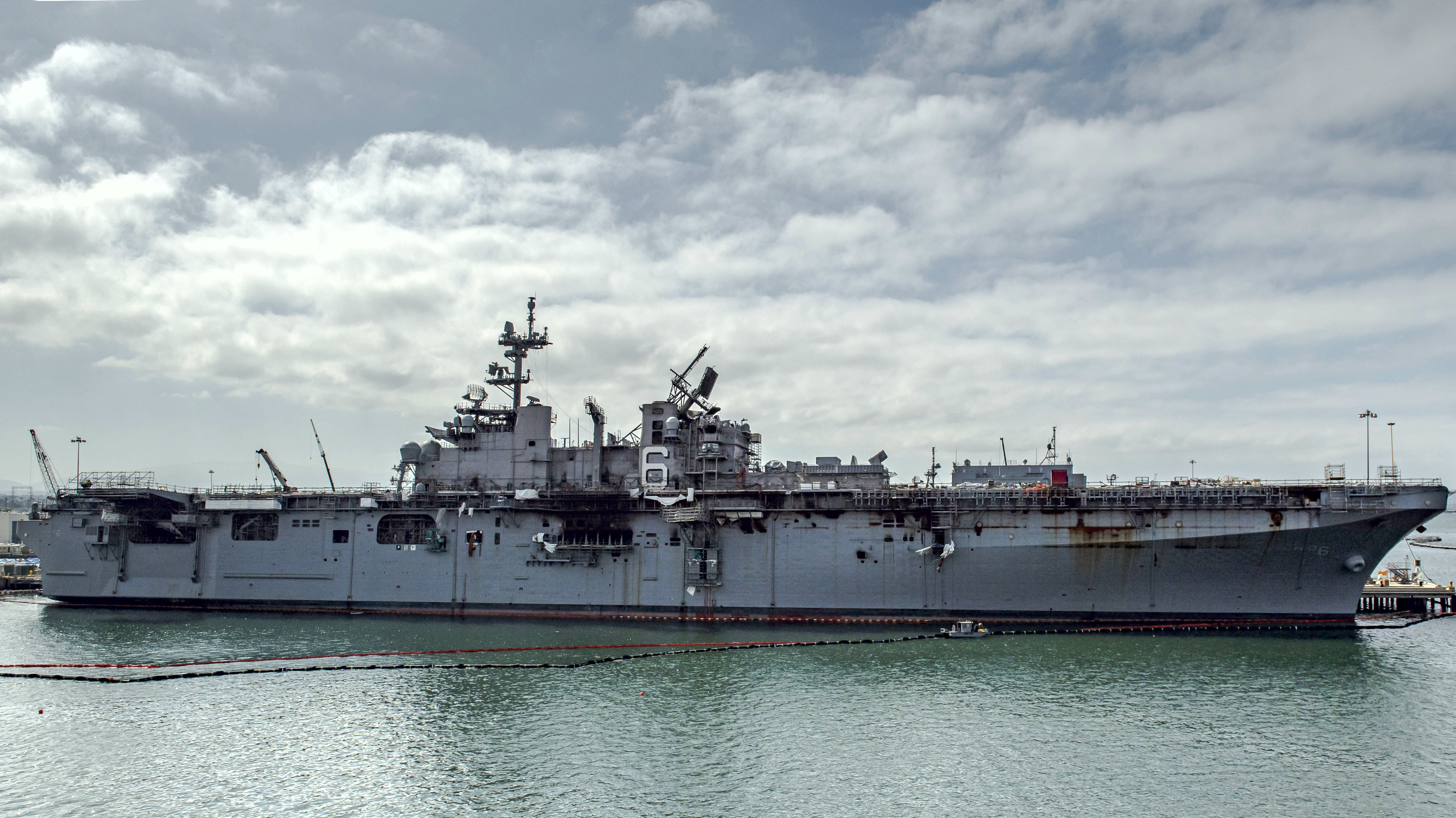
El barco dañado el 16 de julio, después de extinguir los incendios

Los testigos informaron que se produjo una explosión alrededor de las 8:50 a. m. del 12 de julio de 2020 a bordo del Bonhomme Richard mientras se encontraba en su puerto de origen en la Base Naval de San Diego en mantenimiento. El incendio resultante fue alimentado con papel, tela, trapos u otros materiales, no con fuel oil u otros materiales peligrosos, dijo a los periodistas el contraalmirante Philip Sobeck, comandante del Grupo de Ataque Expedicionario 3, esa noche. Dado que el barco estaba en mantenimiento, los sistemas de extinción de incendios a bordo se habían desactivado, lo que retrasó el inicio de los esfuerzos de extinción, según el almirante Sobeck. Se informó que el incendio comenzó en un área que normalmente se usa para estacionar camiones militares mientras el barco está en el mar, pero donde los trabajadores del astillero podrían haber colocado temporalmente otros artículos, incluidos materiales combustibles.
El día que estalló el incendio, diecisiete marineros y cuatro civiles fueron trasladados al hospital con heridas que no ponían en peligro sus vidas; todos menos cinco fueron puestos en libertad en la mañana del día siguiente, dijeron funcionarios de la Marina. Para el 14 de julio, el número de heridos había aumentado a 61, ya que más personas fueron tratadas por lesiones menores, incluido el agotamiento por calor y la inhalación de humo.
El 16 de julio, cinco días después de la explosión, la Armada anunció que se habían extinguido todos los incendios. El total de heridos menores había aumentado a 63 en total (40 marineros y 23 civiles). El almirante Michael Gilday, Jefe de Operaciones Navales, dijo que el evento fue "un incidente muy, muy serio" y que la Marina abordaría cualquier problema sistémico. Dijo que los esfuerzos de extinción de incendios involucraron a marineros de muchos barcos y unidades en San Diego, incluido el escuadrón de helicópteros HSC-3, que arrojó agua sobre el barco. Ocho marineros asignados al Bonhomme Richard fueron meritoriamente ascendidos de rango el 31 de julio por sus acciones en la lucha contra el incendio.
Se sufrieron daños por fuego y agua en 11 de las 14 cubiertas. Secciones de la cubierta de vuelo y otras cubiertas estaban deformadas y abultadas, mientras que la superestructura (isla) estaba casi destruida. La Armada retiró el mástil de popa del barco dañado para asegurarse de que no colapsara.

#### Investigaciones y cargos

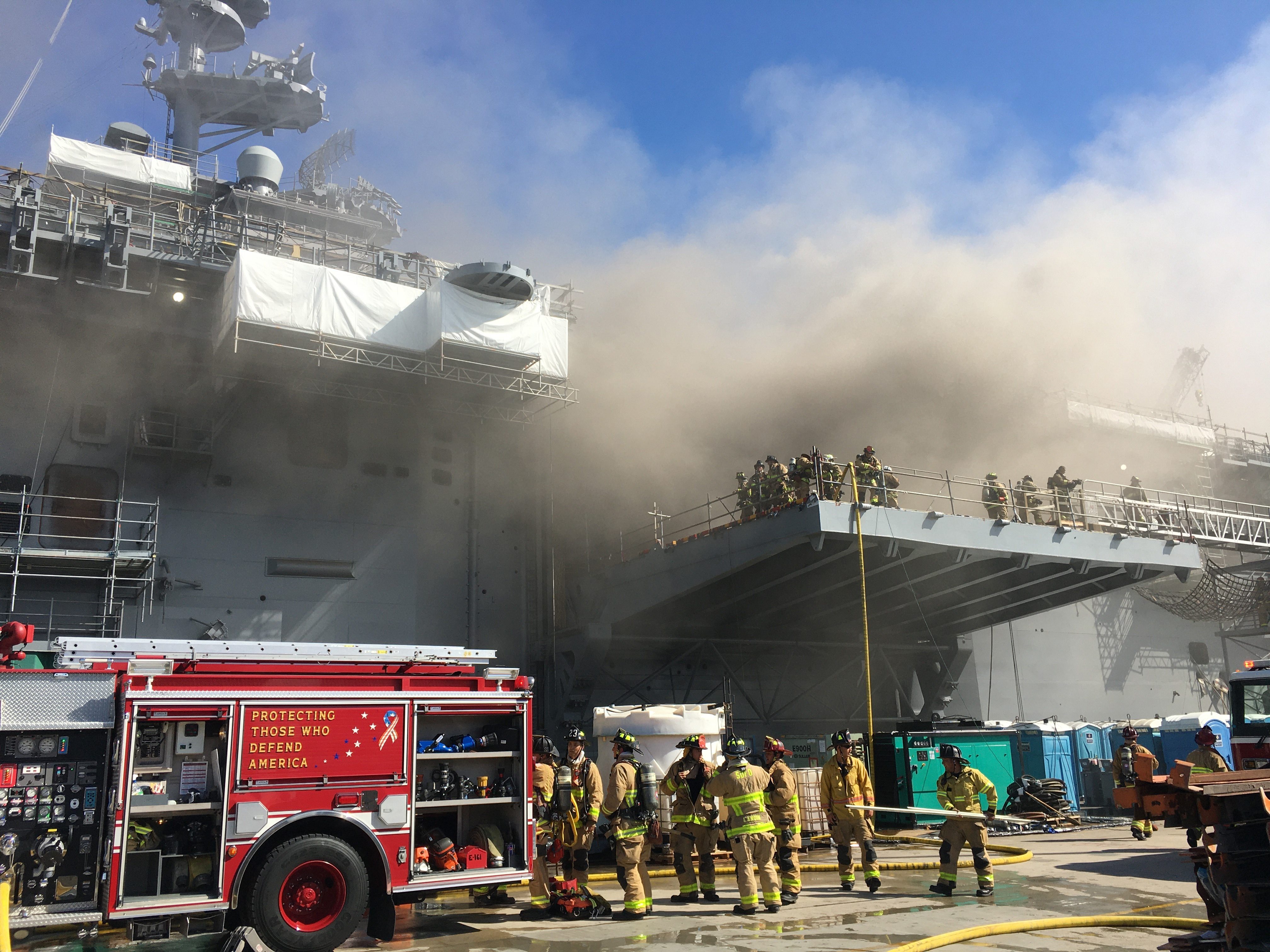
Bomberos luchando contra el incendio.

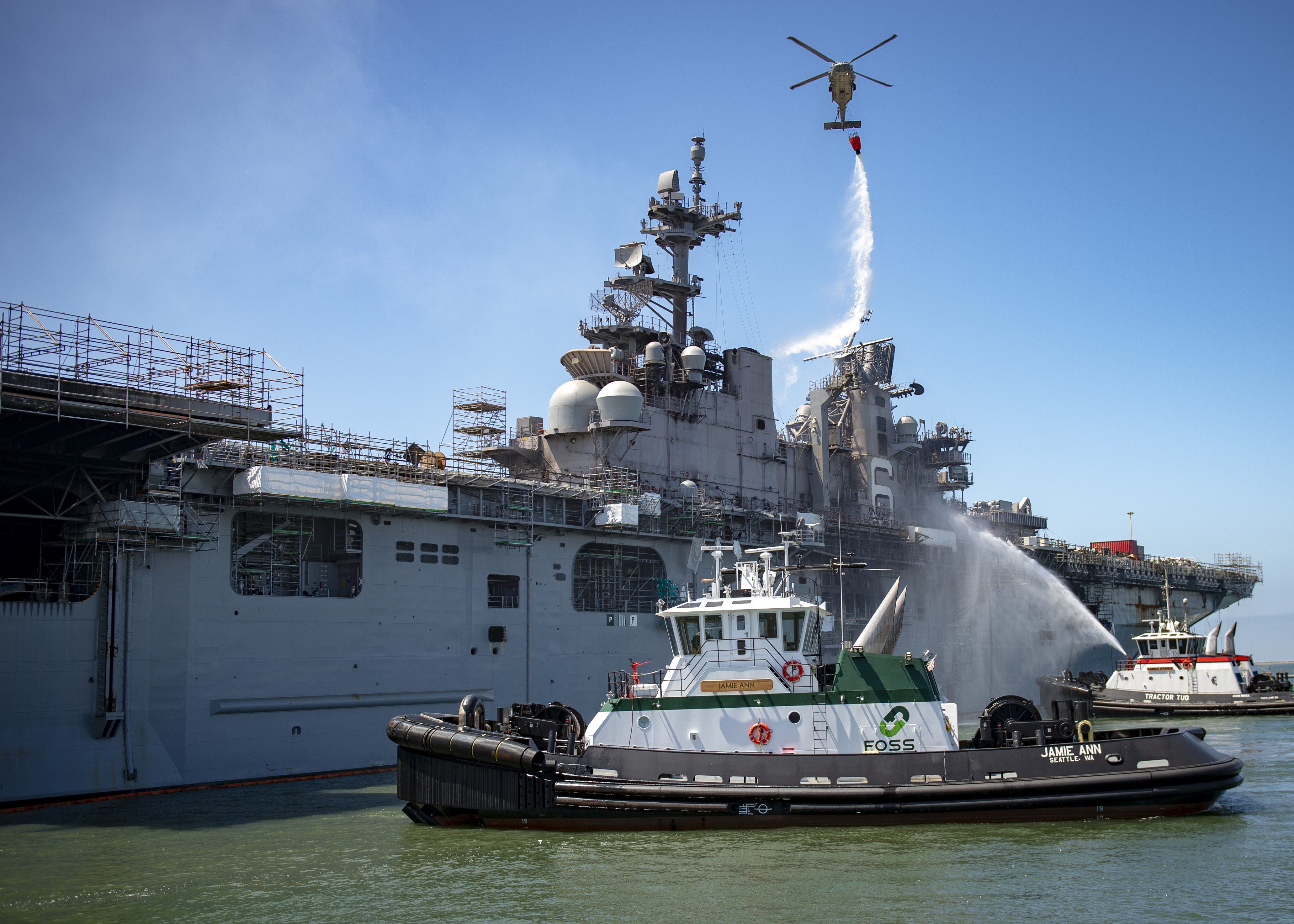
Un remolcador y un helícoptero echan agua sobre el buque incendiado.

El 26 de agosto de 2020, los medios de comunicación informaron que un marinero del barco estaba siendo investigado por incendio provocado, pero no se había identificado ningún motivo y nadie había sido acusado. El Servicio de Investigación Criminal Naval (NCIS), junto con otras agencias federales, continuaron investigando.
A septiembre de 2020, se estaban llevando a cabo tres investigaciones relacionadas con el incendio. El Comando de Sistemas Marítimos Navales estaba llevando a cabo dos investigaciones: la primera fue una investigación de la junta de revisión de fallas sobre problemas de seguridad relacionados con el diseño y la estructura del barco, y cómo los cambios podrían evitar que futuros incendios se propaguen a través de los barcos en circunstancias similares; la segunda fue una revisión de seguridad relacionada con los eventos y actividades que ocurrieron en el barco antes del incendio y su relación con las políticas y procedimientos existentes de la marina; finalmente, el vicealmirante Scott Conn, comandante de la 3.ª Flota, estaba dirigiendo una investigación sobre cuestiones de mando. La espuma de extinción de incendios podría haber sido liberada, pero no lo fue, debido a la falta de capacitación.

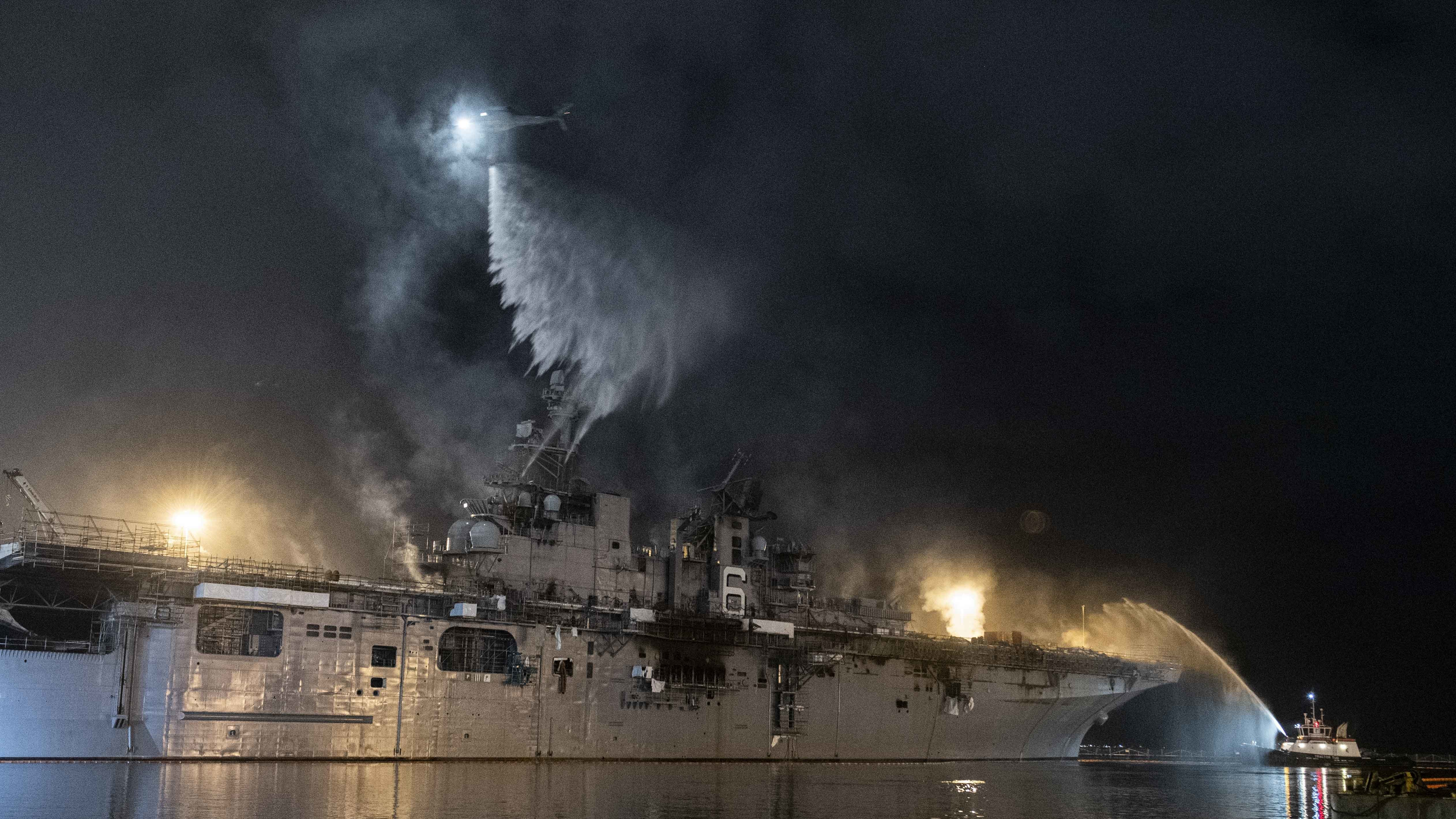
Un remolcador y un helícoptero echan agua sobre el buque incendiado durante la noche.

El 29 de julio de 2021, el Servicio de Investigación Criminal Naval (NCIS) acusó a un marinero anónimo de incendio provocado con agravantes en virtud del artículo 126 del Código Uniforme de Justicia Militar (UCMJ) y de poner en peligro una embarcación en virtud del artículo 110 del UCMJ. El marinero era el mismo sospechoso anónimo interrogado en agosto de 2020 por el NCIS y otras agencias policiales federales y fue identificado como el aprendiz de marinero Ryan Sawyer Mays en una declaración jurada que se reveló en agosto de 2021. El próximo paso en el proceso será un Audiencia del artículo 32 , el equivalente militar de los Estados Unidos de una audiencia preliminar , para determinar si el caso es lo suficientemente sólido como para proceder a una corte marcial.

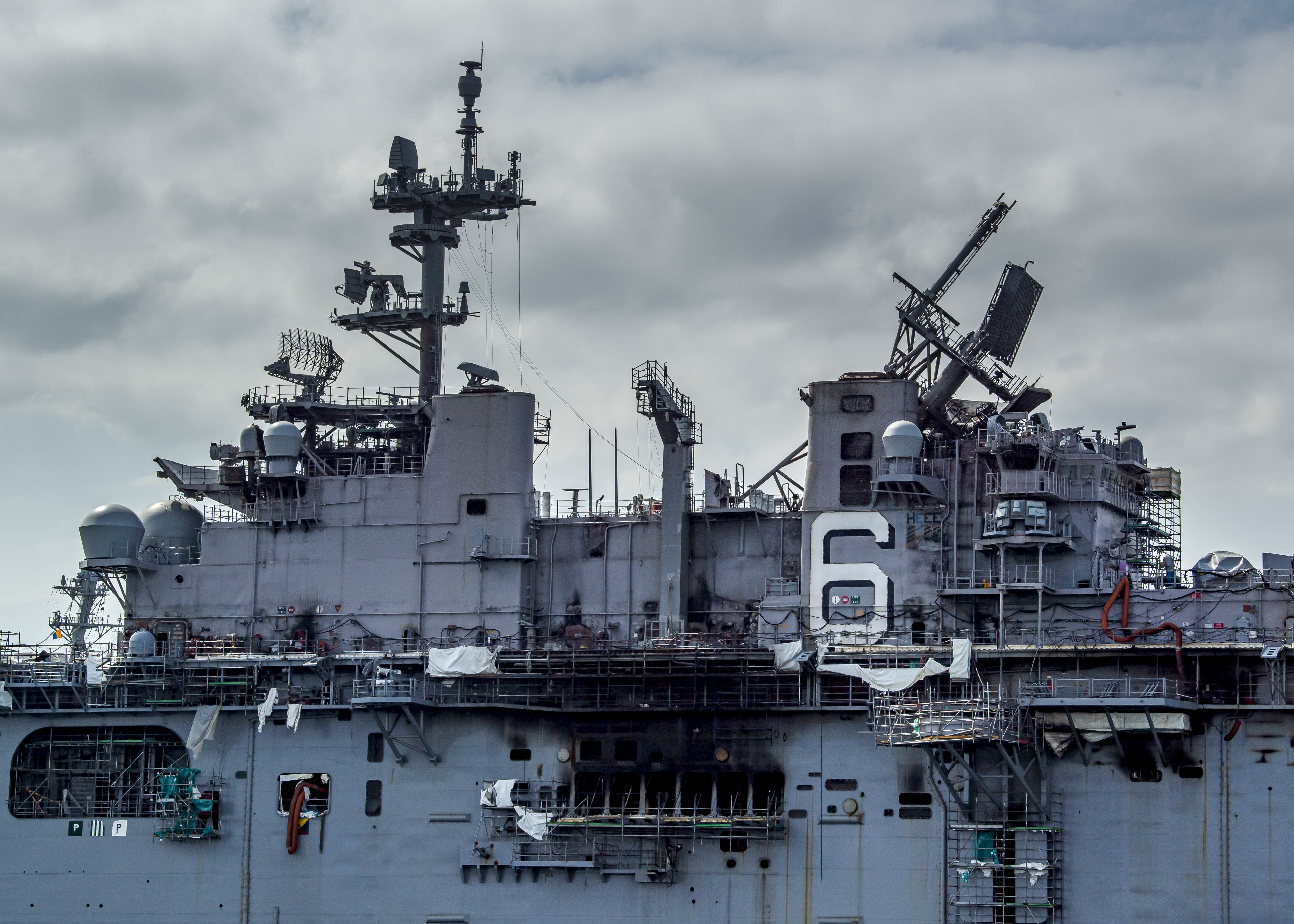
Estado de la superestructura (isla) del buque tras el incendio.

Un informe de la Marina publicado en 2021 enumera numerosas deficiencias en el liderazgo, el entrenamiento y el equipo de extinción de incendios que contribuyeron a la pérdida del barco. En su aprobación del informe del 3 de agosto, el almirante al mando de la Flota del Pacífico de los Estados Unidos, Samuel Paparo, caracterizó a la tripulación como "no preparada" y su entrenamiento y preparación como "deficientes", al tiempo que llamó "la falta de familiaridad con los requisitos y el incumplimiento de los procedimientos en todos los niveles de mando". No se siguieron los protocolos de seguridad contra incendios de la Marina promulgados después de la pérdida del submarino de ataque USS Miami (SSN-755) en 2012 en un incendio similar, y el capitán del Bonhomme Richard, oficial ejecutivo, el jefe maestro de comando y el ingeniero jefe fueron criticados por fallas de liderazgo que "condujeron directamente a la pérdida" del barco. El informe enfatizó la mala comunicación y coordinación entre los marineros y los oficiales en el barco, los equipos de extinción de incendios en la base naval, los equipos reunidos en los destructores cercanos y los bomberos civiles. Cuando se notó el humo por primera vez, los marineros a bordo del Bonhomme Richard no localizaron ni informaron de manera rápida y precisa su fuente, en parte porque algunos marineros no se pusieron ropa de bombero ni equipo de respiración porque creían erróneamente que no se podía usar con sus uniformes de trabajo. Las mangueras y los accesorios de extinción de incendios del barco estaban rotos o faltaban, y numerosas escotillas no se pudieron cerrar para contener el incendio porque las líneas de servicios públicos temporales que se enrutaron a través de ellas para el trabajo de mantenimiento no se pudieron desconectar fácilmente.
El 16 de julio de 2022, la Armada emitió una carta de censura al vicealmirante retirado Richard Brown, quien era comandante de la Fuerza Naval de Superficie, Flota del Pacífico de EE. UU. en el momento del incendio. La carta decía que no había "garantizado efectivamente los niveles apropiados de entrenamiento y preparación en las unidades bajo su mando". En respuesta, Brown se quejó de que la Marina "me ha abandonado por conveniencia política". Posteriormente, la Marina emitió cartas de reprimenda a otros oficiales, incluidos los capitanes Gregory Thoroman y Michael Ray, excomandante y oficial ejecutivo , y jefe maestro de comando, José Hernández, el marinero alistado de mayor antigüedad a bordo, por capacitación inadecuada, supervisión inadecuada y falta de mantenimiento adecuado del equipo, todo lo cual había llevado a que el incendio fuera tan destructivo como lo fue. Los dos oficiales también perdieron el pago; estaban entre los 20 marineros castigados por el fuego.
Después de una audiencia del artículo 32, se fijó una fecha de juicio del 19 al 30 de septiembre de 2022 para el marinero júnior Ryan Sawyer Mays. Mays, según su abogado defensor civil Gary Barthel, sigue manteniendo su inocencia de los cargos de incendio provocado agravado y peligro deliberado de una embarcación. Barthel afirma que el oficial legal que supervisó la audiencia del artículo 32 recomendó al jefe del comando con sede en San Diego, el vicealmirante Steve Koehler, que "el caso no vaya a una corte marcial, y que la Armada está utilizando a Mays como chivo expiatorio debido a la naturaleza de alto perfil del desastre del Bonhomme Richard".
Antes de la audiencia del artículo 32, el abogado del marinero acusado declaró que la representación de su cliente ha sido injusta y que espera demostrar que su cliente es inocente. Hubo docenas de oficiales de la Marina, incluidos varios almirantes, "que se han enfrentado a medidas disciplinarias por fallas que, según los investigadores, impidieron que el incendio se apagara antes". Dijo que hay "evidencia de que el incendio se inició debido a negligencia y al almacenamiento inadecuado de baterías de litio cerca de cajas de desinfectante para manos".
El 19 de septiembre de 2022, comenzó el juicio de Mays en la Base Naval de San Diego. El 30 de septiembre, después de un juicio de dos semanas, un juez militar absolvió a Mays de ambos cargos (incendio provocado y peligro deliberado de una embarcación).

## Baja y desguace
El 30 de noviembre de 2020, los funcionarios de la Marina dijeron que intentar reparar el daño y devolver el Bonhomme Richard al servicio llevaría entre cinco y siete años y costaría entre 2500 y 3200 millones de dólares. En cambio, se tomó la decisión de retirar el barco del servicio y, luego de una extensa recuperación de componentes, venderlo como chatarra. En febrero de 2021, un grupo bipartidista de delegados del Congreso de Florida propuso que el casco se hundiera en la costa de Florida como un arrecife artificial, argumentando que el arrecife se convertiría en un beneficio ambiental y económico para el área. Después de una ceremonia de clausura el 14 de abril de 2021, fue dada de baja oficialmente el 15 de abril. El mismo día, el casco fue remolcado desde San Diego, en dirección a un depósito de chatarra en Texas. El 9 de abril de 2021, International Shipbreaking Ltd. de Brownsville , Texas , compró el ex- Bonhomme Richard por $ 3,66 millones para desguace y reciclaje.